# Bobo Chan
Bobo Chan Man-Woon (Chino tradicional: 陈文媛; chino: 陈文媛, pinyin: Chen Wenyuan, Hong Kong, 18 de septiembre de 1979) es una cantante, actriz y modelo china.

## Controversias fotográficas
En enero y febrero de 2008, algunas fotos explícitas de Bobo Chan y Edison Chen se han encontrado en Internet. Fotos relacionadas con escenas de sexo oral entre los dos. En resumen, el estado de la celebridad y la reputación de la cantante han estado en peligro. La mayoría de los patrocinadores han cancelado los contratos por temor a la culpa por su asociación. Se canceló también su compromiso con el accionista Felipe Jin Zi. Desde ese momento del escándalo, Bobo se mantuvo en el exilio y no ha vuelto a presentarse en cualquier zona del mundo del espectáculo, ya que las fotografías eran inevitablemente y dañando su carrera y su vida personal. Bobo todavía no ha declarado por lo que tiene previsto en el futuro, pero no ha anunciado tampoco su retirada de la industria de la serie.

## Discografía
- Shine (2001)
- bounce (2002)
- Graceful (2002)
- BoBo Chan - Phase 1 The Retrospect (2003)
- Fantasia (2005)

## Filmografía
- I Do (2000)
- Shadow (2001)
- Women from Mars (2002) - (cammeo)
- The Park (2003)
- It Had To Be You (2005)
- Cocktail (2006)

## Serie televisiva
- Aqua Heroes (2003)
- Hearts Of Fencing (2003)
- Sunshine Heartbeat (2004)
- The Gâteau Affairs (2005)